# Нагорный, Матвей Степанович
Матвей Степанович Нагорный (1907—1967) — участник Великой Отечественной войны, полный кавалер ордена Славы.

## Биография
Родился 12 октября 1907 года на хуторе Нижняя Макеевка ныне Тарасовского района Ростовской области в семье крестьянина. Русский. Образование 7 классов. Работал в колхозе «Макеевский».
В августе 1941 года был призван в Красную Армию. Тарасовским райвоенкоматом. На фронте в Великую Отечественную войну с октября 1942 года, воевал на Юго-Западном и 3-м Украинском фронтах.
К весне 1944 года воевал командиром саперного отделения 70-го отдельного гвардейского саперного батальона 61-й гвардейской стрелковой дивизии. В апреле 1944 года, после окончания Уманско-Ботошанской операции, части дивизии вели бои за укрепление и расширение плацдарма на правом берегу реки Днестр в районе села Копанка (Каушанский район Молдавии).
С 19 по 21 апреля 1944 года гвардии младший сержант Нагорный со своим отделением под огнем противника участвовал в постройке моста через реку Днестр (Старое русло). Боевое задание было выполнено досрочно, тем самым был обеспечен бесперебойная подача боеприпасов и эвакуация раненых. За это боевое задание получил первую боевую награду — медаль «За отвагу».
13-26 мая 1944 года при укреплении переднего края обороны полка южнее города Киркаешты (Каушанский район Молдавии) в полосе обороны 181-го гвардейского стрелкового полка гвардии сержант Нагорный под сильным огнем противника установил с подчиненными свыше 1000 мин и 500 погонных метров проволочных заграждений.
Приказом по частям 61-й гвардейской стрелковой дивизии от 22 июля 1944 года (№ 48/н) гвардии сержант Нагорный Матвей Степанович награжден орденом Славы 3-й степени.
20 августа 1944 года в период прорыва обороны под населенным пунктом Фынтына (15 км юго-восточнее города Бендеры, Молдавия) гвардии сержант Нагорный с саперами проделал 8 проходов в минных полях противника, снял много более 300 противотанковых и 550 противопехотных мин. Находясь в боевых порядках наступающих пехотных подразделений, обеспечил продвижение их без потерь в живой силе и боевой техники.
Приказом по войскам 37-й армии от 18 октября 1944 года (№ 209/н) гвардии сержант Нагорный Матвей Степанович награжден орденом Славы 2-й степени.
15 марта 1945 года близ озера Балатон у населенного пункта Варьяшкер (Венгрия) гвардии сержант Нагорный с отделением участвовал в установке минных и проволочных заграждений на направлениях контратак гитлеровцев, действовал в группе разведки в целях захвата «языка». В последующих наступательных боях его отделение выполнило ряд ответственных заданий по ликвидации заграждений противника.
В 1945 году демобилизован. Вернулся на родину. Работал агрономом в своем колхозе.
Указом Президиума Верховного Совета от 15 мая 1946 года гвардии сержант Нагорный Матвей Степанович награжден орденом Славы 1-й степени. Стал полным кавалером ордена Славы.
Жил на родном хуторе. Работал животноводом в совхозе «Макеевский». Скончался 23 октября 1967 года.

## Награды
- Орден Славы 1 степени (15 мая 1946 — № 614);
- Орден Славы 2 степени (18 октября 1944 — № 2105);[1]
- Орден Славы 3 степени (22 июля 1944 — № 206187);[2]
- Медаль «За отвагу».(17 мая 1944)[3]